# Nyceryx tacita
Nyceryx tacita là một loài bướm đêm thuộc họ Sphingidae. Loài này có ở México, Guatemala, Costa Rica và Panama tới Bolivia.
Nó gần giống loài Nyceryx eximia eximia.
Cá thể trưởng thành có lẽ mọc cánh quanh năm.
Ấu trùng được ghi nhận ăn các loài Pentagonia donnell-smithii và Chimarrhis parviflora. 